# سو لی ون
سو لی ون (انگلیسی: Su Li-wen؛ متولد ۱۳ دسامبر ۱۹۸۰) یک تکواندوکار تایوانی است. وی در بازی‌های آسیایی ۲۰۰۶ در دوحه، قطر و یونیورسیاد تابستانی ۲۰۰۷ در بانکوک، تایلند، در دسته سبک‌وزن (۶۳ کیلوگرم) برنده مدال طلا شد.
سو در بازیهای المپیک ۲۰۰۸ در پکن، نماینده کشورش تایلند بود. در اولین مسابقه مصدومیت او از ناحیه زانو تشدید شد اما او با تلاش و جنگندگی به رقابت ادامه داد.
او در آن مسابقات پنجم شد، با این وجود به عنوان برجسته‌ترین ورزشکار کشور در المپیک شناخته شد، که توسط هواداران و سیاستمداران به دلیل روحیه جنگندگی و نمایش ورزشی خود مورد ستایش قرار گرفت.رئیس‌جمهور ما اینگ-جیو، بلافاصله با او تماس گرفت تا شجاعت، قدرت و استقامتی را که او در مسابقات نشان داد، تحسین کند.